# Crimini misteriosi
Crimini misteriosi (Unsub) è una serie televisiva statunitense in 8 episodi trasmessi per la prima volta nel corso di una sola stagione nel 1989.
La serie è incentrata su una squadra dell'FBI che indaga su assassini seriali e altri crimini violenti. Unsub è l'abbreviazione di Unknown Subject, denominazione utilizzata dagli agenti per indicare i sospetti.

## Personaggi e interpreti
- John Westley "Westy" Grayson (8 episodi, 1989), interpretato da	David Soul.
- Ann Madison (8 episodi, 1989), interpretata da	Jennifer Hetrick.
- Tony D'Agostino (8 episodi, 1989), interpretato da	Joe Maruzzo.
- Jimmy Bello (8 episodi, 1989), interpretato da	Richard Kind.
- Alan McWhirter (8 episodi, 1989), interpretato da	Kent McCord.
- Norma McWhirter (8 episodi, 1989), interpretata da	Andrea Mann.
- Ned Platt (8 episodi, 1989), interpretato da	M. Emmet Walsh.
- Bishop Grace (2 episodi, 1989), interpretato da	Jason Bernard.
- Glenona (2 episodi, 1989), interpretata da	Virginia Capers.
- D.A. (2 episodi, 1989), interpretato da	Andi Chapman.
- Hooker (2 episodi, 1989), interpretata da	Freda Perry.
- Uriah (2 episodi, 1989), interpretato da	Dee Jay Jackson.
- Sceriffo (2 episodi, 1989), interpretato da	Mitchell Kosterman.

## Produzione
La serie, ideata da Stephen J. Cannell, fu prodotta da Stephen J. Cannell Productions e girata a Vancouver in Canada. Le musiche furono composte da Mike Post. Tra le guest star compaiono Paul Guilfoyle e Kevin Spacey.

### Registi
Tra i registi della serie sono accreditati:
- Corey Allen (1 episodio, 1989)
- James A. Contner (1 episodio, 1989)
- Bill Corcoran (1 episodio, 1989)
- William A. Fraker (1 episodio, 1989)
- Jim Johnston (1 episodio, 1989)
- Jorge Montesi (1 episodio, 1989)
- Gus Trikonis (1 episodio, 1989)
- Reynaldo Villalobos (1 episodio, 1989)

## Distribuzione
La serie fu trasmessa negli Stati Uniti nel 1989 sulla rete televisiva NBC. In Italia è stata trasmessa su Canale 5 con il titolo Crimini misteriosi.
Alcune delle uscite internazionali sono state:
- negli Stati Uniti il 3 febbraio 1989 (Unsub)
- in Germania Ovest (Der Bischof des Teufels)
- in Italia (Crimini misteriosi)

## Episodi
| Stagione       | Episodi | Prima TV USA | Prima TV Italia |
| -------------- | ------- | ------------ | --------------- |
| Prima stagione | 8       | 1989         |                 |